# Hospitium Berching

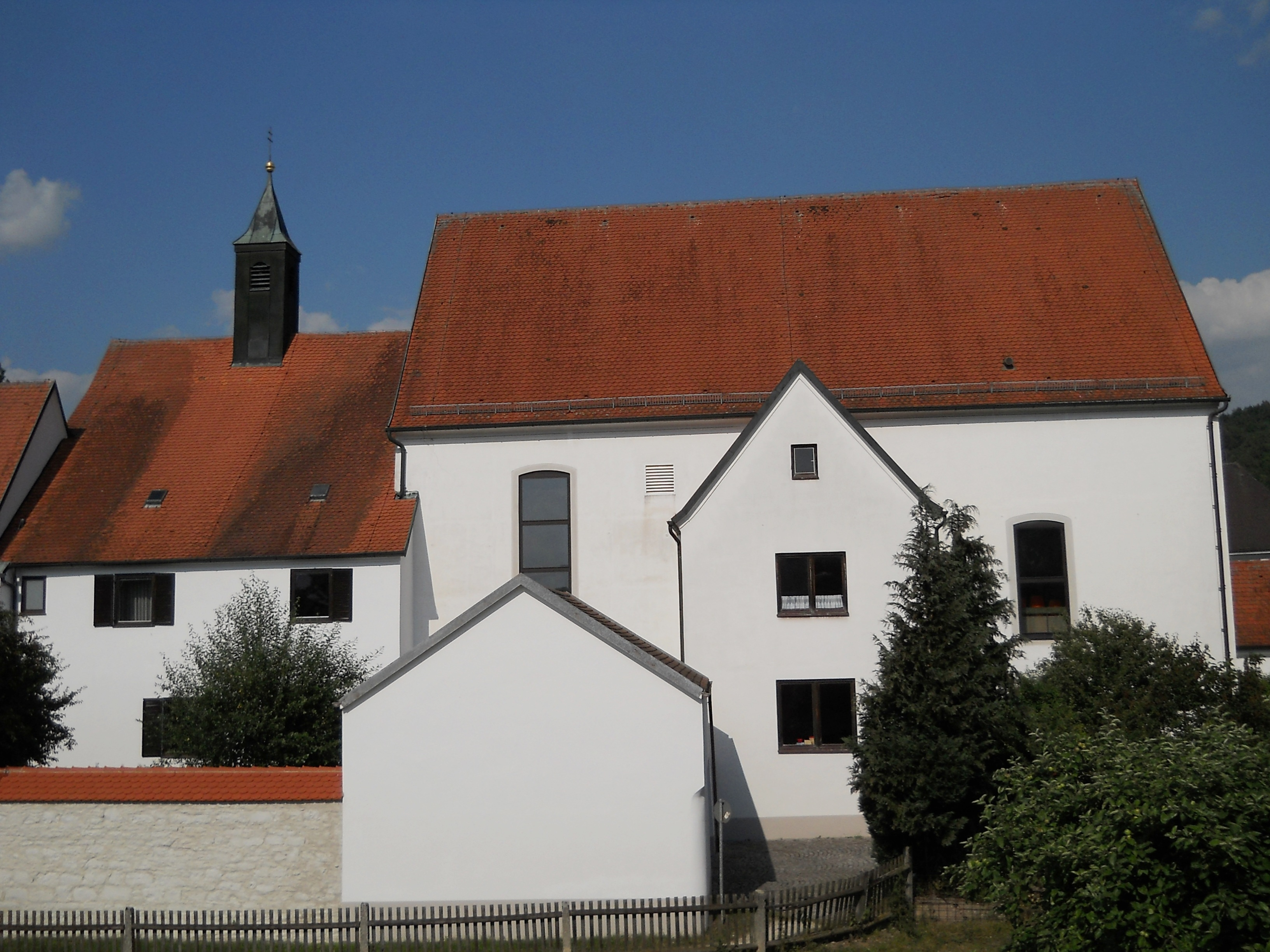
Die profanierte Klosterkirche St. Trinitas

Das Hospitium Berching war eine Niederlassung der Kapuziner in Berching (Bistum Eichstätt).

## Geschichte
In Berching stiftete der Weinhändler und Bürgermeister Johann Georg Pettenkhover (Pettenkofer) († um 1740) ein Kapuziner-Hospitium, das 1721 außerhalb der Stadt an der Sulz für sechs Angehörige des Kapuzinerordens errichtet wurde. Ein Jahr später erfolgte auf Wunsch des Eichstätter Fürstbischofs Johann Anton I. Knebel von Katzenelnbogen (reg. 1706–25) die Erhebung zum Kloster für elf bis zwölf Priester und vier bis fünf Laienbrüder. Auch gestattete ihnen der Bischof, ein Brauhaus zu errichten.
1738 überließen die Kapuziner ihre Niederlassung den Franziskanern, siehe Kloster Berching.

## Klosterkirche St. Trinitas
Der Bau der Kirche St. Trinitas wurde unter den Kapuzinern mit der Grundsteinlegung am 5. August 1722 begonnen. Am Türsturz des Vorzeichens ist die Jahreszahl 1723 eingemeißelt. Die mit dem Kloster von den Franziskanern übernommene Kirche besaß einen Dachreiter; die Ausstattung entstammte größtenteils dem 19. Jahrhundert. Die profanierte Kirche wird heute unter der Bezeichnung „Pettenkoferhaus“ als Pfarr- und Jugendzentrum genutzt.